# Diptilon proleuca
Diptilon proleuca là một loài bướm đêm thuộc phân họ Arctiinae, họ Erebidae.